# Доменико Флабанико
Доменико Флабанико (на италиански: Domenico Flabanico) е двадесет и девети дож на Република Венеция от 1032 до 1041 г.
Доменико Флабанико е избран за дож след опита на влиятелното семейство Орсеоло да възстановят на поста своя родственик Отоне Орсеоло, който по това време е изгнаник в Константинопол. Отоне не успява да се върне във Венеция и умира от болест през 1032 г. в изгнание, а Флабанико заема мястото му.
По време на управлението на Флабанико цари мир, а самият дож умира от естествена смърт, което е рядкост сред дожите. Той започва промяна в системата на управление – възстановено е правото на народа да избира дожа, но под „народ“ се разбират жителите на Риалто и по-точно – избрана група благородници. Изпълнителната власт е поверена на институцията на Curia ducis – политико-административен орган, отговорен за изпълнението на някои политически функции, а законодателното събрание се свиква, за да одобри законите, издадени от дожа. С първия конституционен закон на Венецианската република от 1032 г. започва неудържим процес на ограничаване и отнемане на херцогската власт от зараждащата се търговска аристокрация.